# La Jornada (México)
La Jornada es un periódico mexicano de circulación en la Ciudad de México. Marco Antonio Hinojosa, Héctor Aguilar Camín, Luis González de Alba, Miguel Ángel Granados Chapa, Carmen Lira Saade, Humberto Musacchio, Rosa Rojas García y Carlos Payán Velver lo fundaron el 19 de septiembre de 1984. Es un diario con formato tabloide, de 32-36 páginas, y su sede central está en la Ciudad de México. Ocupa el cuarto puesto nacional en tiraje y el tercero en esa ciudad. Su primer director general fue Carlos Payán Velver, quien fue nombrado director fundador, sucedido en el cargo por Carmen Lira Saade, quien lo desempeña hasta la fecha. El logotipo fue obra del pintor Vicente Rojo.

## Historia y actividad
La Jornada tuvo sus orígenes en un grupo de periodistas que por limitaciones a la libertad de prensa dejaron el proyecto del diario Uno más Uno y quienes, a su vez, habían abandonado masivamente el diario Excélsior, luego del boicot del gobierno de Luis Echeverría Álvarez. El siguiente es un fragmento que describe parte de los hechos:

"El proyecto no fue bien recibido por el empresariado, para el cual toda propuesta con orientación democrática y social resultaba una conjura comunista, ni por el gobierno de Miguel de la Madrid Hurtado, en el que confluían las primeras expresiones del credo neoliberal con la más atrasada cultura antidemocrática priísta. En la sociedad, en cambio, la iniciativa generó un desbordamiento entusiasta. La convocatoria a construir un nuevo medio informativo se presentó la noche del 29 de febrero de 1984 en un salón del Hotel de México, cuando al núcleo original de periodistas se habían sumado ya científicos, académicos, escritores, artistas, cineastas fotógrafos, militantes políticos de varias tendencias y luchadores sociales. Esa noche propusimos un diario en el que tuviera cabida el pluralismo de un país que ya no se reconocía en la unanimidad y que veía con alarma las crecientes amenazas a las conquistas sociales logradas durante los regímenes posteriores a la Revolución Mexicana..."

Durante muchos años, se ha caracterizado por sus críticas hacia el gobierno federal, el apoyo a las causas de izquierda y una línea editorial progresista, contrastando con periódicos mexicanos como El Universal o Reforma. En ocasiones, La Jornada ha revelado información relacionada con la corrupción y conductas cuestionables en el gobierno federal y la iniciativa privada.
La versión en línea apareció en 1995 y permite un acceso libre a todos los contenidos, incluidos los archivos. Desde su aparición, su página web se aloja, mediante contrato comercial, en la Universidad Nacional Autónoma de México (inicialmente, lajornada.unam.mx; después, lajornada.com. Desde mayo de 2010 se puede leer a través de una aplicación gratuita para el iPhone, el iPod touch y la Blackberry. Cuenta con una serie de periódicos regionales además de una librería y la producción de suplementos importantes, entre ellos La Jornada Semanal (suplemento cultural), que fue dirigida por Hugo Gutiérrez Vega, y Ojarasca, sobre asuntos indígenas, dirigido por Hermann Bellinghausen.

## Periódicos Regionales
La Jornada cuenta con diez periódicos regionales:
- La Jornada Aguascalientes

- La Jornada Baja California
- La Jornada Estado de México
- La Jornada Hidalgo
- La Jornada Maya
- La Jornada Morelos
- La Jornada de Oriente
- La Jornada San Luis
- La Jornada Veracruz
- La Jornada Zacatecas

Previamente, existían ediciones de La Jornada en Guerrero, Jalisco, y Michoacán.

## Secciones y suplementos
- Ciencias
- Cine
- Ciudad
- Cultura
- Economía
- Editorial
- Estados
- Política
- Ojarasca
- La Doble Jornada
- La Jornada del Campo
- La Jornada de Enmedio
- La Jornada Semanal

## Moneros(caricaturistas)
En este periódico autonombrados moneros, los caricaturistas que colaboran o han colaborado en sus páginas son, en orden alfabético:
- Manuel Ahumada
- El Fisgón
- Falcón
- †Helguera
- José Hernández
- Jorge González Aldana "Jerge" (sección en línea)
- Jis
- Magú
- Rocha
- Trino

## Controversias
El diario ha sido acusado de tener una línea editorial cercana y poco crítica al gobierno del Presidente Andrés Manuel López Obrador. Durante 2021, el diario se posicionó dentro de los medios informativos que recibieron ingresos por parte del Gobierno Federal en número uno, significándole 181.23 millones de pesos, acaparando 13.69% de los recursos destinados a este rubro.  Así mismo, durante 2020, los medios Televisa, TV Azteca y La Jornada, suman casi el 30% de los fondos del Gobierno Federal destinados a publicidad oficial, según una investigación de Artículo 19 y Fundar. 

## Premios
Algunos editorialistas y periodistas que laboran en este diario han sido galardonados con el Premio Nacional de Periodismo.